# サイヴァリア
『サイヴァリア』 (Psyvariar) は2000年にサクセス製作、タイトーが発売したアーケードゲーム。ゲームのジャンルは縦スクロールのシューティングゲームで、弾幕系シューティングの一つ。使用基板はPlayStation上位互換基板、タイトー・G-NET。
3月に初作、9月にマイナーチェンジした『サイヴァリア リビジョン』が発売されている。初代はサブタイトル「Medium Unit」より「μ」（Medium Unit→MU→ミュー）、リビジョンは「R」と略され、この文字は各タイトル画面の背景にも大きく表示されている。2018年には双方を収録かつ追加要素を取り入れた『サイヴァリア デルタ』が発売。
ここでは両作品、続編の『サイヴァリア2 THE WILL TO FABRICATE』『サイヴァリア・リアセンブル』を並列的に紹介する。

## 概要
自機(アクシオン)の操作は縦スクロールシューティングゲームとしてはオーソドックスで、8方向レバーと2ボタン（ショット、ボム）。敵の攻撃を反撃のチャンスとするBUZZシステムが特徴。
ステージの進行には『ダライアス』のように分岐選択肢が設けられている。プレイヤーの腕前に対応して選べるステージが変わる。

## BUZZシステム
このゲームの最大の特徴は、敵弾もしくは敵キャラクターに自機をかすらせることによりパワーアップができるというものである。この行為を「BUZZ（バズ）」と呼び、しばしば動詞形の「BUZZる（バズる-ラ行五段活用）」と言う表現も用いられる。本来の「BUZZ」は、英語の「火花」、転じて曲技飛行用語で「地面スレスレを飛ぶ」ことを意味する。
「μ」では1発の敵弾でBUZZれる回数は1回のみだが、「R」ではBUZZ済の敵弾も一定時間後にBUZZれるようになった。これにより、弾幕の中に滞在するプレイスタイルが誘発される。
BUZZシステムは本来回避すべきである敵や敵弾にあえて近づくことでパワーアップができるという発想の転換である。旧来の感覚では「危ないから逃げよう」と反射的に回避行動を取るべき場面で「危ないから突撃してみよう」となる。
なお、他に「敵弾を利用する」システムを持ったシューティングゲームとしては1999年の『ギガウイング』（カプコン）・『爆裂無敵 バンガイオー 』（トレジャー））、2001年の『斑鳩』（トレジャー）などがある。
サクセスの開発者によると、BUZZシステムの元となったのは『ライデンファイターズ』の、敵弾にかすることにより点数が入るというフィーチャーだった。

### レベルアップ
敵機を倒す、もしくはBUZZることで、自機は経験値を獲得できる。獲得した経験値の量によって「経験値ゲージ」と呼ばれるゲージが満たされてゆき、最大値になると自機が「レベルアップ」する。レベルアップをすると自機ショットの威力が上がり、レベルが不足していると後半ステージの敵を撃破することは困難になる。一定のレベルで自機の形状も変化するが、当たり判定やBUZZ性能には変化は無い。
レベルアップの際には自機が雷のような光に包まれ、約1.5秒無敵になる。無敵中にもBUZZは可能であり、「BUZZ→レベルアップ無敵→無敵時間にさらにBUZZ→レベルアップ無敵」というように連続して無敵時間を保つことも可能である。またレベルアップ時の光には高い攻撃力があるため、レベルアップだけで敵を倒しながら進むことが可能である場面も多い。後半に出現する高難易度のステージでは、レベルアップ無敵を利用しないと敵弾の回避が困難な場面も多くなる。
経験値ゲージの上昇量は場面ごとに変わり、ボス戦中やデンジャーステージ(後述)ではゲージ上昇量が低下する。しかしこのような場面では多量の敵弾が飛び交いBUZZの機会が増える。壊滅的な量の敵弾の発射源に飛び込むチャンスさえ見つければ、敵弾のど真ん中で無敵状態を持続させ、そこにとどまることも可能である。一瞬の駆け引きと覚悟を決めた突撃が成功した時の征服感は他のゲームでは決して味わえない感覚であり本作の中毒性を増している。

## 自機の操作

### ローリング操作
上下もしくは左右交互にレバーを素早く入力する事で自機はY軸方向に高速回転（ロール）する。旧来のシューティングゲームから視覚的要素として取り入れられて来た挙動だが、本作はここに極めて重要な意味を持たせた。
ローリング状態になる事で目に見える2つの変化と、目に見えない2つの変化が起きる。
1. 自機のショットが直線状に変化する。
2. 自機と敵弾の命中判定半径が小さくなる。
3. 自機の移動速度が若干向上する。（「MU」を除く）
4. BUZZの判定半径が広がるタイミングが発生する。

4がやや特殊な概念なので補足で説明する。
BUZZの判定は、敵弾が自機を中心とする円状の判定領域に「入って、出た」際に成功とみなされる。判定領域から弾が出る前に自機に被弾したりボムを使われたりした場合はその弾はBUZZ対象とはならない。
ローリング時にはこの判定領域が「弾が入った」判定にのみ大きくなる。このため、判定領域から「出た」ことになる弾の数が多くなり、単位時間内により多くのBUZZができる。また、より自機と弾の距離を離した状態でBUZZを成功させることができる。
つまり、大量の弾が自機に接近した時、通常時はBUZZ成功とみなされるより前に自機が被弾する恐れがあるが、ローリング時は被弾するより前にBUZZ成功になる可能性が非常に高い。
よって被弾する前に上記のレベルアップによる1.5秒の無敵時間を獲得できる可能性が強くなる。

### ショット
ショットボタンを押すことで自機前方に通常弾が発射される。自機の形状により発射される弾の内容、方向、威力が異なる。
ローリング時は前方集中の強力なショットとなる。幅が広く命中しやすい（厳密に言えば通常ショットを全弾命中させた方が威力は大きい）。

### ボム
本作のボムは初作では従来のシューティングゲームに準じ、「敵に対して広範囲で大きなダメージを与え、敵弾を消し去る、一定時間無敵」という性能を持つ。「R」ではこの通常のボムの他に、ボタンを長く押す（1秒程度）事により「ショートボム」と呼ばれる防御手段を発動できるようになった。
ショートボムは敵への攻撃力はおろか、敵弾を消す事も無い。主にBUZZを拡張する事を目的とした武器となっており「一定時間無敵」「極めて広い範囲にBUZZを成功させる」という性能を持っている。上述のBUZZシステムをより重視した「R」の戦略的な要素の一つで、たとえば敵弾幕の多い場面でショートボムを使用し弾幕の真っ只中に突入すれば、容易に連続レベルアップを引き起こすことができる。

## ステージ選択
ステージ終了後には次のステージを大雑把な難易度を参考に選択することができる。レベルアップの度合いによって「イージー」「ノーマル」成績が良い場合は「ハード」が選択できる。

### デンジャーステージ（「R」のみ）
ステージクリア時に規定のレベルを超えている場合と最終ステージでは、デンジャーステージが始まる。それぞれの出現条件は「X-A」レベル56以上、「X-B」レベル118以上、「X-C」レベル163以上、「X-D」レベル218以上。X-AやX-Bと名づけられたこのステージは格段に難しい内容なのはもちろん、BUZZによるゲージ上昇が少なく（ボス戦中の上昇倍率に等しい）レベルアップの無敵時間中に敵弾塊へ突入しても、通常ステージのように次のレベルアップまで経験値を上昇させることは困難である。連続的な無敵循環など望むべくも無い。
その代わりにBUZZによって獲得できる点数が大きく、ハイスコアを目指すのであればデンジャーステージの適確な攻略が不可欠である。
意図的に過度のレベルアップを行なわない限り不本意にデンジャーステージが現れることは無く、イージーステージのみを選択していくことで最終面がX-A（最も簡単なデンジャーステージ）になり、思いのほか容易にエンディングを迎えることができる。
逆に言えば常に良い成績でハードばかり選択、全てのXステージを潜り抜ける事によりベテランプレイヤーにとっても非常に歯応えのある内容になる。

## 用語(2も含む)
WOL(Oread Organic chemistry Laboratory)
2073年，アイザック・オリードにより創設された有機化学研究所。後に連邦の第一有機化学研究施設として，霊子力学の研究に着手する。WOL（ウォル）とはOOL（ダブル・オー・エル）の俗称から由来している。
有機型人工知能（systematic artificial intelligence）
人間の脳細胞を元に、主にバイオテクノロジーによって形成された人工知能。従来の人工知能には不可能であったリアルな感情や自我が存在し、その性質はサンプルとなった遺伝子に依存する。ただし、思考抑制機構を義務付けられ、その行動は制限されている。原則として人類に危害をもたらす行動は取れない。
λ「ラムダ」（lambda）
2123年、WOLにより開発された初の有機型人工知能。以後、ラムダはWOLの一研究員として参加して数々の貢献をもたらす。非超有機型人工知能ではないため、GUIS統制到来後もその管理下に置かれることはなかった。
霊子力学（psyonic mechanics）
2068年にオリードが発表した力学説で、霊子と呼ばれる全く新しい素粒子の存在による未知の現象の数々を示す。発表当時はその信じがたい内容に異論を唱える研究者は少なくなかったが，それまで科学的見解が不可能とされてきた超現象の数々を立証する説として，次第に支持されていく。
霊子（psyon）
有機生命体から放出される特異素粒子。宇宙を飛び交うニュートリノと反応し，様々なエネルギーを生み出す力を秘めている。2137年，WOLのカモノハシ実験によってその存在が明らかになった。この発見により霊子力学は立証され，人類は飛躍的科学進化を遂げることとなる。
また、高レベル霊子放出能力を持つ者たちはサイヴァリア（psyvariar）と呼ばれ、2138年にはその予備群とされる子供たちが霊子力学研究のためにWOLへと集められる。
ニュートリノ（neutrino）
中性子や原子核のベータ崩壊時などに放出される素粒子。恒星の中心部で起きる熱核反応や，超新星爆発のときに多く生成され，光速で飛来する。通常の物質とはほとんど反応を示さず，それらを貫通してしまうが，霊子との反応率は非常に高い。
μ（Medium Unit）
サイヴァリアのみで構成されるWOLの研究サンプルユニット。当初の霊子放出能力は100ppsにも満たなかったが、WOLの特殊訓練により最大1,000,000ppsもの高レベル霊子放出能力を持つまでに成長する。しかし、その驚異的な力ゆえに人類から危険分子であると判断され、2153年にコールドスリープに処される。
霊子動力（psyonic motive power）
2152年，WOLにより開発。霊子を主エネルギーとした動力。ニュートリノのバーストによる強力な推進力。反重力フィールドの生成による高重力圏離脱の容易化。時空間収縮による超遠距離移動。霊子動力の持つそのポテンシャルは，人類の新たなる時代を築き上げることとなる。駆動に霊子を多量に必要とするため，そのパイロットには，高レベル霊子放出能力が要求される。
超有機型人工知能（psychical systematic artificial intelligence）
有機型人工知能に霊子放出能力を持たせた人工知能。高レベルの霊子放出能力を持ち，霊子動力の操縦を含め，数々の霊子能力技術を可能としている。サイヴァリアとは異なり思考抑制機構を持つため，人類にとって忠実であり扱いやすい。
GUIS（Galactic Unified Intelligence System）
本作のエリアターゲット。宇宙暦93年より，銀河全体の管理統制を行っている，知能組織の名称。超有機型人工知能の集合で形成され，以下の４つの中核知能を主として成り立つ。
- フォトン（photon intelligence unit）

AREA X-A 「PHOTON」のエリアターゲット。銀河系のあらゆる情報を収集・分析し，精神的干渉による統制を扱う。
- グラビトン（graviton intelligence unit）

AREA X-B 「GRAVITON」のエリアターゲット。物理的干渉による統制を扱い，GUISの防衛機構としての機能も優れている。
- ウィークボゾン（weakboson intelligence unit）

AREA X-C 「WEAKBOSON」のエリアターゲット。各中核知能の仲介機能を果たし，GUIS全体の秩序を司る。
- グルーオン（gluon intelligence unit）

AREA X-D 「GLUON」のエリアターゲット及び、本作の真のラストエリアターゲット。あらゆる物質の形成，また破壊する力を持つ，ＧＵＩＳの主要知能。銀河系全ての超有機型人工知能は，これら中核知能とリンクされ，GUISにより管理されている。
アクシオン（axion）
ラムダがグルーオン暴走を予期し開発した，小型霊子動力戦闘機。グルーオンの精神干渉力に対抗すべく，μメンバーをパイロットに想定した有人仕様として設計されている。驚異的なニュートリノ収集能力と，ラムダによる自己進化プログラムにより，サイヴァリアの能力を極限にまで引き出すことが可能である。
WO.S.E. （the Order Of Spiritual Entropy）
GUIS消滅後の混乱の中で数多く誕生したカルト教団の一つであり、その実態は元WOL構成員の子孫を中心とした生粋の科学者集団である。神とあがめるGUISの復活およびGUISによる統制社会の再構築を目的としていた。
また、教団は「虚妄の意思」（the will to fabricate)と呼ばれる存在に感づいており、ひそかに超有機型人工知能であるエータ（η = eta）の開発を行い、思念補完を達成させる。だが、最終的に「虚妄の意思」により暴かれ、教団は壊滅にまで追いやられる。なお、教団側は「虚妄の意思」の正体がラムダであることに気づかなかった。
ニュートリノ収集炉（neutrino absorption furnace）
居住惑星のニュートリノ量を安定させるために開発された装置。装置には、ニュートリノの吸引機構、貯蔵機構、及び放射機構が設けられており、居住惑星のニュートリノ濃度を安定させることを可能としている。霊子力学社会におけるニュートリノ濃度の安定化は、ガイズ暴走時からの課題として科学者たちにより研究が進められ開発されたものであったが、その実際はラムダの頭脳によって考案されたものである。
M.E.S.A.（Medium Enactment Security Association）
銀河連邦におけるサイヴァリア法制定保安局の名称。M.E.S.A.はサイヴァリア社会においての秩序形成のため、零暦初頭に制定され設置された。主業務は、M.D.S. （Medium Drive Suits ）による銀河連邦全域の治安維持である。M.E.S.A.で使用されているM.D.S.は、全て杵島霊動力社（kishima P.M.P.corporation）製の特別発注モデルであり、パイロットの特性に合わせたカスタムチューンがなされている。
M.D.S. （Medium Drive Suits）
サイヴァリアの乗用ために考案された霊子動力ロボット。その操縦は、P.S.A.Iとパイロットとの精神コンタクトによって行われ、パイロットはその機体をまるで自分の手足のように扱うことが可能である。また、小型のニュートリノ収集炉を搭載することで、サイヴァリアの力を存分に発揮できるよう設計がなされている。
杵島霊動力社（kishima P.M.P. corporation）
量産型M.D.S.の販売を世界に先駆け行い、多大な成功を収めた、M.D.S.の老舗メーカー。その品質は他社の追従を許さず、現在でも圧倒的なシェアを誇る。

## リプレイモード（「R」のみ）
「R」では特定ステージのみでスコアアタックを行なう（もしくは練習目的で使用する）リプレイモードが盛り込まれた。ゲーム開始前に通常のゲーム内容とリプレイモードのどちらかを選択。リプレイモードの場合は選択したステージのみを複数回プレイ可能。リプレイモードでのプレイ前にはゲーム基板に記憶されたトップスコア時のリプレイ再生が行なわれ、その後にプレイヤーが試技を行なう。ゲームセンターに訪れたスーパープレイヤーの最も優れたプレイ内容を参考にできる画期的なものになるはずだったが模倣は行なわれていない様子（通常の1面から最後までの通しプレイと異なり、特定ステージのみに特化したプレイ内容の方が限定的なハイスコアを作れてしまうという事情、つまり実際の通しプレイでは参考にならないからという不可避な問題を抱えている）。このリプレイ機能はアマチュアゲームの作品では頻繁に見られる仕様がアーケードゲームの世界に逆輸入されたものと見ることができる。
なお、リプレイモードのみX-Dをクリアすることにより、更にデンジャーなXX-ステージにトライする事が可能になる。

## 美術、音楽
弾幕系シューティングの中でもひときわシャープな印象でまとめられた弾幕で知られる。弾は直線的な移動しかせず、その移動方向を明確にするために棒状の形の弾が多用されている。これにより大量の弾が発射される場面では弾によって独特の幾何学模様が画面に描かれるように見え、本作の弾幕の傾向を特徴付けている。弾には極彩色が用いられ、黒を基調としたトーンの低い背景色に極めて映え視認性が良い。
BGMはWASi303を含む4名による作曲。ピアノアンビエントを主軸にトランスブレイクビーツ等を変拍子で扱い、ゲームミュージックの範疇においては極めてモダン指向がある。
WASi303と接点のある作曲家の細井聡司は、ゲームのテンポが非常に速いため、このような曲調が取り入れられたのだろうと推測している
独特の曲調で極めて高い評価を持つが、長らくサウンドトラックとしては同人盤としての発売と、PS2限定版の同梱盤の2種類しかなかった。再版を求める声が非常に多かったのものの、マスターデータを破損してしまったため、長らく絶版のままとなり、下記のPS2限定版の中古品価格が、DVD付属よりCD付属版の方が3～4倍高い値段で流通していたほどである。
サウンドテストモードを用いてアナログでデータを引き出した物が2007年よりEGG MUSIC、2012年にiTunes Storeにてダウンロード版が販売されている。
その後『サイヴァリア・リアセンブル』の発表と前後し、ROMから収録データを引き抜けるG-NET開発用基板が見つかり、デジタルマスターデータが確保された。2017年満を持して『ミディアムユニット』・『リビジョン』・『リアセンブル』の3枚組デジタルリマスターサントラがクラリスディスクより発売されている。
オリジナル以外では14名のクリエイターによるリミックスバージョン「PSYVARIAR "THE MIX"」が2008年8月に発売された。
ゲーム中に多く挿入される短い英語音声は上記のテクノミュージックで使用されるヴォコーダーのそれとは違い抑揚の極めて薄い、冷たく鮮明な機械然としたもので、BGMやグラフィックとあいまって無機質な世界観を作り出している。

## 登場人物（サイヴァリア ミディアムユニット）
本作のキャラクターは真の最終ボス「グルーオン」を倒してクリアすることでその存在を確認できる。
ロサフィア・アトミック
1P側のパイロット。銀髪の少年。赤いパイロットスーツを着ている。
リメイク版「デルタ」ではロザリアという名前となっており、青いパイロットスーツを着ている。
サクラ・ディーゼル
2P側のパイロット。ピンクの髪をした若い女性。黄色を基調としたパイロットスーツを着ている。
リメイク版「デルタ」では赤を基調としたパイロットスーツを着ており、顔つきが幼くなっている。
リリィ・エレクトリック
2人同時プレイでクリアすると登場するキャラクター。緑の髪をした女性。紫のパイロットスーツを着ている。ロサフィア、サクラと同じくパイロットだと思われるが具体的な立ち位置や2人との関係は不明。
リメイク版「デルタ」では登場しない。

## 移植
- 2002年3月28日 PlayStation 2 サイヴァリア コンプリートエディション
サイヴァリアと同リビジョンを同梱。サントラやDVD付き限定版もあった。
- 2003年9月11日 PlayStation 2 SuperLite 2000 シューティング サイヴァリア ミディアムユニット
- 2003年10月9日 PlayStation 2 SuperLite 2000 シューティング サイヴァリア リビジョン
廉価版はミディアムユニット、リビジョンに分けて発売された。
- 携帯電話アプリケーション
リビジョンの移植。全国のプレイヤーとスコアを競うことができる。他人のスコア、リプレイを閲覧可能。
- 2013年4月17日 サイヴァリア コンプリートエディション
PS3用ゲームアーカイブスにて配信された。
- 2018年8月30日 Nintendo Switch / PlayStation 4 サイヴァリア デルタ

「μ」と「R」の2作品の解像度を上げたリマスター版であり、「μ」で「R」の機体、「R」で「μ」の機体が使用できるなど新たなモードが追加された。また、DLCとして『サイバトラー』の自機「ブランシュ」が使用可能。シティコネクションより発売。

## サイヴァリア2
『サイヴァリア2 THE WILL TO FABRICATE』（サイヴァリアツー ザ・ウィル・トゥ・ファブリケイト）は、2003年11月に発売されたアーケードゲーム。プラットフォーム基板が前作までのG-NETからNAOMI GD-ROMシステムに変更された。設定に関しても変更が加えられ、特に自機が人型兵器である点は珍しい。開発はスコーネックが担当。

### 概要（サイヴァリア2）
サイヴァリアRevisionのシステムを踏襲した続編で、大きな変更点は「自機選択」、「ニュートリノゲージ」である。
プレイヤー機体は「シューティング重視タイプ」と「BUZZ重視タイプ」の二種類が用意されている。前者はショットの威力が高い代わりにBUZZで得られるニュートリノ量が極端に少ない。後者は前作と同様の性能。
BUZZゲージがニュートリノゲージと名称が変わり、得られる経験値の量はニュートリノ量と呼ばれる。前作はステージ道中で得られる経験値量の変動が特定ステージ、およびボスぐらいしかなかったが、本作では得られるニュートリノ量は多くの要素によって変動し、ニュートリノゲージの色で示される。通常は緑、青のときが最高で逆に赤のときは最低となる。
他の変更点としては以下のようなものがある。
- 1人プレイ専用になった
- 自機が人型ロボットに変更された
- BUZZ可能範囲が可視化された
- ローリングを始動したあとレバーをニュートラルに戻すまでローリングが持続される
- レベルアップによる機体形状の変化がステージリザルト画面で行われる

また、主に以下のような理由から、作品としての評価は前作ほど高くない。
- ステージ選択が削除され一本道になった
- 製作ミスによりボスの名前が全て「CHECKING」と表示される
- シューティング重視タイプではサイヴァリアの最大の特徴を楽しめない
- 明確にBUZZれる弾幕が減った
- ステージ4終了後以降からレベルが一定以上ないと先に進めず、強制的にエンディングとなってしまう

作中用語や一部の機体名には素粒子や霊科学などが用いられている。前作で使われた素粒子名はそのままボスの名称として使われている。

### 登場人物（サイヴァリア2）
ケイ・L・オリード
主人公、かつヒロイン。レオタード型のパイロットスーツを着ている。彌勒に搭乗する。前作にてサイヴァリアを封印から解き放った『λ』が、自己進化の結果人体と融合した姿である。
麻霧 悠平（あさぎり ゆうへい）
銀髪の青年。ケイの同僚。冴助に搭乗。

### 登場機体（サイヴァリア2）
M.D.S 彌勒（ミロク）（maitreya）
プレイヤー機体の一つ。
敵撃破重視の設定で、敵を撃破したときに得られるニュートリノ量が多く、通常ショットは広範囲を攻撃する。逆にBUZZによるレベルアップには向いていない。
M.D.S 冴助（ゴスケ）（five ascetics）
プレイヤー機の一つ。
BUZZによるレベルアップがしやすい設定で、ショットの範囲は狭い。ボムはショートボムとなっている。

### 家庭用移植（サイヴァリア2）
- 2004年 2月26日 ドリームキャスト版 [サイヴァリア2 THE WILL TO FABRICATE]
- 2004年10月28日 Xbox版 [サイヴァリア2 EXTEND EDITION]
- 2004年12月9日 PlayStation 2版 [サイヴァリア2 ULTIMATE FINAL]

## サイヴァリア・リアセンブル
『サイヴァリア・リアセンブル』は、2016年7月8日にサービス開始したiOS用ゲームアプリ。開発はAweg、キャラクターデザインは西貴千哩が担当。売上不振に伴い、サービス開始からわずか半年後の2017年1月31日にサービスが終了した。

### 概要（サイヴァリア・リアセンブル）
シリーズの基本的なシステムである、敵弾をかすらせることで経験値を取得しレベルアップする「BUZZシステム」やローリングといった要素は受け継がれている。自機が「μ」「R」と同様の戦闘機に戻った。今作ではステージを選択し、クリア時のスコアを他のプレイヤーと競うこともできるようになっている。また、システムメンテナンス時はグルーオンと対戦できるというモードもあった。

### 登場人物（サイヴァリア・リアセンブル）
本作ではプレイヤーは新たに入隊したパイロット訓練生という設定となっており、登場キャラクターはプレイヤーを指導する先輩となっている。パイロットスーツは男性は黒を基調とした全身を覆うタイプの服、女性は黒と白を基調とし、胸と腹部の辺りを開けたレオタードという露出度の高い服装となっており、『2』に準拠している。
キョウコ・M・ナイアス
ポニーテールの髪型をした女性。巨乳の持ち主。クールな性格。イメージカラーは赤。
藤島 悠斗（ふじしま ゆうと）
陽気な性格の青年。「やべー!」が口癖。イメージカラーは赤。
オリヴィア・ウォーカー
ボブカットの髪型をした女性。ヘッドホンを付けている。明るく優しい性格。イメージカラーはエメラルドグリーン。
オスカー・エフラー
クールな性格の男性。イメージカラーは青。作中では率先してシステムの解説を行っている。
ニカ・チカロフ
大人びた雰囲気の女性。イメージカラーは黄色。
ラウル・ランガ
白髪の混じった厳つい顔つきの中年男性。本作のキャラクターの中では一番上の立場にある。性格は豪放磊落。イメージカラーは紫。
リナ・ラプラス
ツインテールの髪型をした少女。女性の中では唯一パイロットスーツの上にショートパンツを穿いている。イメージカラーはピンク。本格的に登場する前にサービスが終了し、公式サイトでも紹介されなかった。名前はTwitter上で明かされた。
ローラント・エリクソン
穏やかな表情をした青年で性格も比較的大人しい。イメージカラーは黄緑。リナ同様、本格的に登場する前にサービスが終了し、公式サイトでも紹介されなかった。名前はTwitter上で明かされた。